# Critérium du Dauphiné libéré 2002
La 54e édition du Critérium du Dauphiné libéré a lieu du 9 au 16 juin 2002. La course est partie de Lyon pour arriver à Genève. Elle a été remportée par l'Américain Lance Armstrong. Par la suite, Lance Armstrong s'est vu retirer après sa retraite sportive le bénéfice des résultats obtenus à partir du mois d'août 1998, en raison de plusieurs infractions à la réglementation antidopage, révélées par l'Agence américaine antidopage (USADA). Ses résultats lui sont donc retirés.

## Présentation

### Équipes
Quatorze équipes participent au Critérium du Dauphiné
| Groupes sportifs I (14)- AG2R Prévoyance - BigMat-Auber 93 - Bonjour - Cofidis, le Crédit par Téléphone - Crédit agricole - Domo-Farm Frites - Euskaltel-Euskadi - iBanesto.com - Jean Delatour - Kelme-Costa Blanca - Fdjeux.com - Lotto-Adecco - CSC-Tiscali - US Postal Service |
| |

## Les étapes
| Étape     | Date    | Villes étapes                            | type                        | Distance (km) | Vainqueur d'étape      | Leader du classement général |
| --------- | ------- | ---------------------------------------- | --------------------------- | ------------- | ---------------------- | ---------------------------- |
| Prologue  | 9 juin  | Lyon – Lyon                              | prologue                    | 3,6           | Bradley McGee          | Bradley McGee                |
| 1re étape | 10 juin | Châtillon-sur-Chalaronne – Saint-Étienne |                             | 173           | Jacky Durand           | Jacky Durand                 |
| 2e étape  | 11 juin | Tournon-sur-Rhône – mont Ventoux         | étape de montagne           | 174           | Denis Menchov          | Denis Menchov                |
| 3e étape  | 12 juin | Montélimar – Pierrelatte                 | contre-la-montre individuel | 41            | Santiago Botero        | Lance Armstrong              |
| 4e étape  | 13 juin | L'Isle-sur-la-Sorgue – Digne-les-Bains   |                             | 209           | Patrice Halgand        | Lance Armstrong              |
| 5e étape  | 14 juin | Digne-les-Bains – Grenoble               |                             | 204           | Frédéric Guesdon       | Lance Armstrong              |
| 6e étape  | 15 juin | Albertville – Avoriaz                    | étape de montagne           | 146           | Lance Armstrong        | Lance Armstrong              |
| 7e étape  | 16 juin | Morzine – Genève                         | étape vallonnée             | 150           | José Enrique Gutiérrez | Lance Armstrong              |

## Classements par étapes

### Prologue
Le prologue de cette édition du Critérium du Dauphiné libéré est tracé dans les rues de la ville de Lyon et sur une distance de trois kilomètres et six mètres. Il voit la victoire de l'Australien Bradley McGee (La Française des jeux). Avec un temps inférieur à quatre minutes et 15 secondes, il devance d'une seconde son coéquipier et compatriote Baden Cooke (La Française des jeux) et de deux secondes le Norvégien Steffen Kjærgaard (US Postal Service). Le premier leader du classement général est également leader du classement par points, alors que Cooke prend la tête du classement du meilleur jeune.
| \| Classement de l'étape \| Classement de l'étape \| Classement de l'étape \| Classement de l'étape \| Classement de l'étape \| \| Coureur \| Coureur \| Pays \| Équipe \| Temps \| \| --------------------- \| --------------------- \| --------------------- \| ------------------------------- \| --------------------- \| \| 1er \| Bradley McGee \| Australie \| La Française des jeux \| 4 min 14 s \| \| 2e \| Baden Cooke \| Australie \| La Française des jeux \| + 1 s \| \| 3e \| Steffen Kjærgaard \| Norvège \| US Postal Service \| + 2 s \| \| 4e \| Sylvain Chavanel \| France \| Bonjour \| + 3 s \| \| 5e \| Lance Armstrong \| États-Unis \| US Postal Service \| DQ \| \| 6e \| Nico Mattan \| Belgique \| Cofidis-Le Crédit par Téléphone \| + 4 s \| \| 7e \| Olivier Asmaker \| France \| CSC-Tiscali \| + 5 s \| \| 8e \| Eddy Seigneur \| France \| Jean Delatour \| + 5 s \| \| 9e \| Jacky Durand \| France \| La Française des jeux \| + 5 s \| \| 10e \| Didier Rous \| France \| Bonjour \| + 5 s \| |                   |            |                                 |            |
| |                   |            |                                 |            |
| |                   |            |                                 |            |
| Classement de l'étape |                   |            |                                 |            |
| Coureur | Coureur           | Pays       | Équipe                          | Temps      |
| 1er | Bradley McGee     | Australie  | La Française des jeux           | 4 min 14 s |
| 2e | Baden Cooke       | Australie  | La Française des jeux           | + 1 s      |
| 3e | Steffen Kjærgaard | Norvège    | US Postal Service               | + 2 s      |
| 4e | Sylvain Chavanel  | France     | Bonjour                         | + 3 s      |
| 5e | Lance Armstrong   | États-Unis | US Postal Service               | DQ         |
| 6e | Nico Mattan       | Belgique   | Cofidis-Le Crédit par Téléphone | + 4 s      |
| 7e | Olivier Asmaker   | France     | CSC-Tiscali                     | + 5 s      |
| 8e | Eddy Seigneur     | France     | Jean Delatour                   | + 5 s      |
| 9e | Jacky Durand      | France     | La Française des jeux           | + 5 s      |
| 10e | Didier Rous       | France     | Bonjour                         | + 5 s      |

| \| Classement général \| Classement général \| Classement général \| Classement général \| Classement général \| \| Coureur \| Coureur \| Pays \| Équipe \| Temps \| \| ------------------ \| ------------------ \| ------------------ \| ------------------------------- \| ------------------ \| \| 1er \| Bradley McGee \| Australie \| La Française des jeux \| 4 min 14 s \| \| 2e \| Baden Cooke \| Australie \| La Française des jeux \| + 1 s \| \| 3e \| Steffen Kjærgaard \| Norvège \| US Postal Service \| + 2 s \| \| 4e \| Sylvain Chavanel \| France \| Bonjour \| + 3 s \| \| 5e \| Lance Armstrong \| États-Unis \| US Postal Service \| DQ \| \| 6e \| Nico Mattan \| Belgique \| Cofidis-Le Crédit par Téléphone \| + 4 s \| \| 7e \| Olivier Asmaker \| France \| CSC-Tiscali \| + 5 s \| \| 8e \| Eddy Seigneur \| France \| Jean Delatour \| + 5 s \| \| 9e \| Jacky Durand \| France \| La Française des jeux \| + 5 s \| \| 10e \| Didier Rous \| France \| Bonjour \| + 5 s \| |                   |            |                                 |            |
| |                   |            |                                 |            |
| |                   |            |                                 |            |
| Classement général |                   |            |                                 |            |
| Coureur | Coureur           | Pays       | Équipe                          | Temps      |
| 1er | Bradley McGee     | Australie  | La Française des jeux           | 4 min 14 s |
| 2e | Baden Cooke       | Australie  | La Française des jeux           | + 1 s      |
| 3e | Steffen Kjærgaard | Norvège    | US Postal Service               | + 2 s      |
| 4e | Sylvain Chavanel  | France     | Bonjour                         | + 3 s      |
| 5e | Lance Armstrong   | États-Unis | US Postal Service               | DQ         |
| 6e | Nico Mattan       | Belgique   | Cofidis-Le Crédit par Téléphone | + 4 s      |
| 7e | Olivier Asmaker   | France     | CSC-Tiscali                     | + 5 s      |
| 8e | Eddy Seigneur     | France     | Jean Delatour                   | + 5 s      |
| 9e | Jacky Durand      | France     | La Française des jeux           | + 5 s      |
| 10e | Didier Rous       | France     | Bonjour                         | + 5 s      |

### 1reétape
| \| Classement de l'étape \| Classement de l'étape \| Classement de l'étape \| Classement de l'étape \| Classement de l'étape \| \| Coureur \| Coureur \| Pays \| Équipe \| Temps \| \| --------------------- \| -------------------------- \| --------------------- \| ------------------------------- \| --------------------- \| \| 1er \| Jacky Durand \| France \| La Française des jeux \| 4 h 38 min 19 s \| \| 2e \| Alexis Rodríguez Hernández \| Espagne \| Kelme-Costa Blanca \| + 0 s \| \| 3e \| Stefan van Dijk \| Pays-Bas \| Lotto-Adecco \| + 34 s \| \| 4e \| François Simon \| France \| Bonjour \| + 34 s \| \| 5e \| Baden Cooke \| Australie \| La Française des jeux \| + 34 s \| \| 6e \| Guennadi Mikhailov \| Russie \| Lotto-Adecco \| + 34 s \| \| 7e \| Nico Mattan \| Belgique \| Cofidis-Le Crédit par Téléphone \| + 34 s \| \| 8e \| Alexei Sivakov \| Russie \| BigMat-Auber 93 \| + 34 s \| \| 9e \| Richard Virenque \| France \| Domo-Farm Frites \| + 34 s \| \| 10e \| Bradley McGee \| Australie \| La Française des jeux \| + 34 s \| |                            |           |                                 |                 |
| |                            |           |                                 |                 |
| |                            |           |                                 |                 |
| Classement de l'étape |                            |           |                                 |                 |
| Coureur | Coureur                    | Pays      | Équipe                          | Temps           |
| 1er | Jacky Durand               | France    | La Française des jeux           | 4 h 38 min 19 s |
| 2e | Alexis Rodríguez Hernández | Espagne   | Kelme-Costa Blanca              | + 0 s           |
| 3e | Stefan van Dijk            | Pays-Bas  | Lotto-Adecco                    | + 34 s          |
| 4e | François Simon             | France    | Bonjour                         | + 34 s          |
| 5e | Baden Cooke                | Australie | La Française des jeux           | + 34 s          |
| 6e | Guennadi Mikhailov         | Russie    | Lotto-Adecco                    | + 34 s          |
| 7e | Nico Mattan                | Belgique  | Cofidis-Le Crédit par Téléphone | + 34 s          |
| 8e | Alexei Sivakov             | Russie    | BigMat-Auber 93                 | + 34 s          |
| 9e | Richard Virenque           | France    | Domo-Farm Frites                | + 34 s          |
| 10e | Bradley McGee              | Australie | La Française des jeux           | + 34 s          |

| \| Classement général \| Classement général \| Classement général \| Classement général \| Classement général \| \| Coureur \| Coureur \| Pays \| Équipe \| Temps \| \| ------------------ \| -------------------------- \| ------------------ \| ------------------------------- \| ------------------ \| \| 1er \| Jacky Durand \| France \| La Française des jeux \| 4 h 42 min 22 s \| \| 2e \| Alexis Rodríguez Hernández \| Espagne \| Kelme-Costa Blanca \| + 19 s \| \| 3e \| Bradley McGee \| Australie \| La Française des jeux \| + 45 s \| \| 4e \| Baden Cooke \| Australie \| La Française des jeux \| + 46 s \| \| 5e \| Steffen Kjærgaard \| Norvège \| US Postal Service \| + 47 s \| \| 6e \| Sylvain Chavanel \| France \| Bonjour \| + 48 s \| \| 7e \| Stefan van Dijk \| Pays-Bas \| Lotto-Adecco \| + 49 s \| \| 8e \| Lance Armstrong \| États-Unis \| US Postal Service \| DQ \| \| 9e \| Nico Mattan \| Belgique \| Cofidis-Le Crédit par Téléphone \| + 49 s \| \| 10e \| Olivier Asmaker \| France \| CSC-Tiscali \| + 50 s \| |                            |            |                                 |                 |
| |                            |            |                                 |                 |
| |                            |            |                                 |                 |
| Classement général |                            |            |                                 |                 |
| Coureur | Coureur                    | Pays       | Équipe                          | Temps           |
| 1er | Jacky Durand               | France     | La Française des jeux           | 4 h 42 min 22 s |
| 2e | Alexis Rodríguez Hernández | Espagne    | Kelme-Costa Blanca              | + 19 s          |
| 3e | Bradley McGee              | Australie  | La Française des jeux           | + 45 s          |
| 4e | Baden Cooke                | Australie  | La Française des jeux           | + 46 s          |
| 5e | Steffen Kjærgaard          | Norvège    | US Postal Service               | + 47 s          |
| 6e | Sylvain Chavanel           | France     | Bonjour                         | + 48 s          |
| 7e | Stefan van Dijk            | Pays-Bas   | Lotto-Adecco                    | + 49 s          |
| 8e | Lance Armstrong            | États-Unis | US Postal Service               | DQ              |
| 9e | Nico Mattan                | Belgique   | Cofidis-Le Crédit par Téléphone | + 49 s          |
| 10e | Olivier Asmaker            | France     | CSC-Tiscali                     | + 50 s          |

### 2eétape
| \| Classement de l'étape \| Classement de l'étape \| Classement de l'étape \| Classement de l'étape \| Classement de l'étape \| \| Coureur \| Coureur \| Pays \| Équipe \| Temps \| \| --------------------- \| --------------------- \| --------------------- \| ------------------------------- \| --------------------- \| \| 1er \| Denis Menchov \| Russie \| iBanesto.com \| 4 h 20 min 25 s \| \| 2e \| Aitor Kintana \| Espagne \| BigMat-Auber 93 \| + 2 s \| \| 3e \| Unai Osa \| Espagne \| iBanesto.com \| + 7 s \| \| 4e \| Félix García Casas \| Espagne \| BigMat-Auber 93 \| + 13 s \| \| 5e \| Andrei Kivilev \| Kazakhstan \| Cofidis-Le Crédit par Téléphone \| + 37 s \| \| 6e \| Haimar Zubeldia \| Espagne \| Euskaltel-Euskadi \| + 37 s \| \| 7e \| Lance Armstrong \| États-Unis \| US Postal Service \| DQ \| \| 8e \| Christophe Moreau \| France \| Crédit Agricole \| + 40 s \| \| 9e \| Óscar Sevilla \| Espagne \| Kelme-Costa Blanca \| + 53 s \| \| 10e \| Floyd Landis \| États-Unis \| US Postal Service \| + 1 min 42 s \| |                    |            |                                 |                 |
| |                    |            |                                 |                 |
| |                    |            |                                 |                 |
| Classement de l'étape |                    |            |                                 |                 |
| Coureur | Coureur            | Pays       | Équipe                          | Temps           |
| 1er | Denis Menchov      | Russie     | iBanesto.com                    | 4 h 20 min 25 s |
| 2e | Aitor Kintana      | Espagne    | BigMat-Auber 93                 | + 2 s           |
| 3e | Unai Osa           | Espagne    | iBanesto.com                    | + 7 s           |
| 4e | Félix García Casas | Espagne    | BigMat-Auber 93                 | + 13 s          |
| 5e | Andrei Kivilev     | Kazakhstan | Cofidis-Le Crédit par Téléphone | + 37 s          |
| 6e | Haimar Zubeldia    | Espagne    | Euskaltel-Euskadi               | + 37 s          |
| 7e | Lance Armstrong    | États-Unis | US Postal Service               | DQ              |
| 8e | Christophe Moreau  | France     | Crédit Agricole                 | + 40 s          |
| 9e | Óscar Sevilla      | Espagne    | Kelme-Costa Blanca              | + 53 s          |
| 10e | Floyd Landis       | États-Unis | US Postal Service               | + 1 min 42 s    |

| \| Classement général \| Classement général \| Classement général \| Classement général \| Classement général \| \| Coureur \| Coureur \| Pays \| Équipe \| Temps \| \| ------------------ \| ------------------ \| ------------------ \| ------------------------------- \| ------------------ \| \| 1er \| Denis Menchov \| Russie \| iBanesto.com \| 9 h 03 min 50 s \| \| 2e \| Aitor Kintana \| Espagne \| BigMat-Auber 93 \| + 5 s \| \| 3e \| Unai Osa \| Espagne \| iBanesto.com \| + 10 s \| \| 4e \| Félix García Casas \| Espagne \| BigMat-Auber 93 \| + 11 s \| \| 5e \| Lance Armstrong \| États-Unis \| US Postal Service \| DQ \| \| 6e \| Haimar Zubeldia \| Espagne \| Euskaltel-Euskadi \| + 28 s \| \| 7e \| Andrei Kivilev \| Kazakhstan \| Cofidis-Le Crédit par Téléphone \| + 37 s \| \| 8e \| Christophe Moreau \| France \| Crédit Agricole \| + 39 s \| \| 9e \| Óscar Sevilla \| Espagne \| Kelme-Costa Blanca \| + 41 s \| \| 10e \| Floyd Landis \| États-Unis \| US Postal Service \| + 1 min 36 s \| |                    |            |                                 |                 |
| |                    |            |                                 |                 |
| |                    |            |                                 |                 |
| Classement général |                    |            |                                 |                 |
| Coureur | Coureur            | Pays       | Équipe                          | Temps           |
| 1er | Denis Menchov      | Russie     | iBanesto.com                    | 9 h 03 min 50 s |
| 2e | Aitor Kintana      | Espagne    | BigMat-Auber 93                 | + 5 s           |
| 3e | Unai Osa           | Espagne    | iBanesto.com                    | + 10 s          |
| 4e | Félix García Casas | Espagne    | BigMat-Auber 93                 | + 11 s          |
| 5e | Lance Armstrong    | États-Unis | US Postal Service               | DQ              |
| 6e | Haimar Zubeldia    | Espagne    | Euskaltel-Euskadi               | + 28 s          |
| 7e | Andrei Kivilev     | Kazakhstan | Cofidis-Le Crédit par Téléphone | + 37 s          |
| 8e | Christophe Moreau  | France     | Crédit Agricole                 | + 39 s          |
| 9e | Óscar Sevilla      | Espagne    | Kelme-Costa Blanca              | + 41 s          |
| 10e | Floyd Landis       | États-Unis | US Postal Service               | + 1 min 36 s    |

### 3eétape
| \| Classement de l'étape \| Classement de l'étape \| Classement de l'étape \| Classement de l'étape \| Classement de l'étape \| \| Coureur \| Coureur \| Pays \| Équipe \| Temps \| \| --------------------- \| --------------------- \| --------------------- \| ------------------------------- \| --------------------- \| \| 1er \| Santiago Botero \| Colombie \| Kelme-Costa Blanca \| 52 min 30 s \| \| 2e \| Lance Armstrong \| États-Unis \| US Postal Service \| DQ \| \| 3e \| Haimar Zubeldia \| Espagne \| Euskaltel-Euskadi \| + 1 min 49 s \| \| 4e \| Bradley McGee \| Australie \| La Française des jeux \| + 2 min 13 s \| \| 5e \| Didier Rous \| France \| Bonjour \| + 2 min 23 s \| \| 6e \| David Millar \| Royaume-Uni \| Cofidis-Le Crédit par Téléphone \| + 2 min 31 s \| \| 7e \| Jonathan Vaughters \| États-Unis \| Crédit Agricole \| + 2 min 40 s \| \| 8e \| Marzio Bruseghin \| Italie \| iBanesto.com \| + 2 min 42 s \| \| 9e \| Christophe Moreau \| France \| Crédit Agricole \| + 2 min 44 s \| \| 10e \| Víctor Hugo Peña \| Colombie \| US Postal Service \| + 2 min 51 s \| |                    |             |                                 |              |
| |                    |             |                                 |              |
| |                    |             |                                 |              |
| Classement de l'étape |                    |             |                                 |              |
| Coureur | Coureur            | Pays        | Équipe                          | Temps        |
| 1er | Santiago Botero    | Colombie    | Kelme-Costa Blanca              | 52 min 30 s  |
| 2e | Lance Armstrong    | États-Unis  | US Postal Service               | DQ           |
| 3e | Haimar Zubeldia    | Espagne     | Euskaltel-Euskadi               | + 1 min 49 s |
| 4e | Bradley McGee      | Australie   | La Française des jeux           | + 2 min 13 s |
| 5e | Didier Rous        | France      | Bonjour                         | + 2 min 23 s |
| 6e | David Millar       | Royaume-Uni | Cofidis-Le Crédit par Téléphone | + 2 min 31 s |
| 7e | Jonathan Vaughters | États-Unis  | Crédit Agricole                 | + 2 min 40 s |
| 8e | Marzio Bruseghin   | Italie      | iBanesto.com                    | + 2 min 42 s |
| 9e | Christophe Moreau  | France      | Crédit Agricole                 | + 2 min 44 s |
| 10e | Víctor Hugo Peña   | Colombie    | US Postal Service               | + 2 min 51 s |

| \| Classement général \| Classement général \| Classement général \| Classement général \| Classement général \| \| Coureur \| Coureur \| Pays \| Équipe \| Temps \| \| ------------------ \| ------------------ \| ------------------ \| ------------------------------- \| ------------------ \| \| 1er \| Lance Armstrong \| États-Unis \| US Postal Service \| DQ \| \| 2e \| Haimar Zubeldia \| Espagne \| Euskaltel-Euskadi \| + 1 min 12 s \| \| 3e \| Denis Menchov \| Russie \| iBanesto.com \| + 1 min 59 s \| \| 4e \| Christophe Moreau \| France \| Crédit Agricole \| + 2 min 18 s \| \| 5e \| Óscar Sevilla \| Espagne \| Kelme-Costa Blanca \| + 2 min 57 s \| \| 6e \| Aitor Kintana \| Espagne \| BigMat-Auber 93 \| + 3 min 07 s \| \| 7e \| David Millar \| Royaume-Uni \| Cofidis-Le Crédit par Téléphone \| + 3 min 07 s \| \| 8e \| Félix García Casas \| Espagne \| BigMat-Auber 93 \| + 3 min 15 s \| \| 9e \| Andrei Kivilev \| Kazakhstan \| Cofidis-Le Crédit par Téléphone \| + 3 min 22 s \| \| 10e \| Marzio Bruseghin \| Italie \| iBanesto.com \| + 3 min 52 s \| |                    |             |                                 |              |
| |                    |             |                                 |              |
| |                    |             |                                 |              |
| Classement général |                    |             |                                 |              |
| Coureur | Coureur            | Pays        | Équipe                          | Temps        |
| 1er | Lance Armstrong    | États-Unis  | US Postal Service               | DQ           |
| 2e | Haimar Zubeldia    | Espagne     | Euskaltel-Euskadi               | + 1 min 12 s |
| 3e | Denis Menchov      | Russie      | iBanesto.com                    | + 1 min 59 s |
| 4e | Christophe Moreau  | France      | Crédit Agricole                 | + 2 min 18 s |
| 5e | Óscar Sevilla      | Espagne     | Kelme-Costa Blanca              | + 2 min 57 s |
| 6e | Aitor Kintana      | Espagne     | BigMat-Auber 93                 | + 3 min 07 s |
| 7e | David Millar       | Royaume-Uni | Cofidis-Le Crédit par Téléphone | + 3 min 07 s |
| 8e | Félix García Casas | Espagne     | BigMat-Auber 93                 | + 3 min 15 s |
| 9e | Andrei Kivilev     | Kazakhstan  | Cofidis-Le Crédit par Téléphone | + 3 min 22 s |
| 10e | Marzio Bruseghin   | Italie      | iBanesto.com                    | + 3 min 52 s |

### 4eétape
| \| Classement de l'étape \| Classement de l'étape \| Classement de l'étape \| Classement de l'étape \| Classement de l'étape \| \| Coureur \| Coureur \| Pays \| Équipe \| Temps \| \| --------------------- \| --------------------- \| --------------------- \| --------------------- \| --------------------- \| \| 1er \| Patrice Halgand \| France \| Jean Delatour \| 5 h 09 min 36 s \| \| 2e \| Stéphane Heulot \| France \| BigMat-Auber 93 \| + 19 s \| \| 3e \| Frédéric Bessy \| France \| Crédit Agricole \| + 19 s \| \| 4e \| Floyd Landis \| États-Unis \| US Postal Service \| + 19 s \| \| 5e \| Koos Moerenhout \| Pays-Bas \| Domo-Farm Frites \| + 1 min 24 s \| \| 6e \| Thomas Bodo \| France \| La Française des jeux \| + 1 min 24 s \| \| 7e \| Christophe Oriol \| France \| AG2R Prévoyance \| + 1 min 24 s \| \| 8e \| Nicki Sørensen \| Danemark \| CSC-Tiscali \| + 3 min 03 s \| \| 9e \| Baden Cooke \| Australie \| La Française des jeux \| + 3 min 59 s \| \| 10e \| Richard Virenque \| France \| Domo-Farm Frites \| + 3 min 59 s \| |                  |            |                       |                 |
| |                  |            |                       |                 |
| |                  |            |                       |                 |
| Classement de l'étape |                  |            |                       |                 |
| Coureur | Coureur          | Pays       | Équipe                | Temps           |
| 1er | Patrice Halgand  | France     | Jean Delatour         | 5 h 09 min 36 s |
| 2e | Stéphane Heulot  | France     | BigMat-Auber 93       | + 19 s          |
| 3e | Frédéric Bessy   | France     | Crédit Agricole       | + 19 s          |
| 4e | Floyd Landis     | États-Unis | US Postal Service     | + 19 s          |
| 5e | Koos Moerenhout  | Pays-Bas   | Domo-Farm Frites      | + 1 min 24 s    |
| 6e | Thomas Bodo      | France     | La Française des jeux | + 1 min 24 s    |
| 7e | Christophe Oriol | France     | AG2R Prévoyance       | + 1 min 24 s    |
| 8e | Nicki Sørensen   | Danemark   | CSC-Tiscali           | + 3 min 03 s    |
| 9e | Baden Cooke      | Australie  | La Française des jeux | + 3 min 59 s    |
| 10e | Richard Virenque | France     | Domo-Farm Frites      | + 3 min 59 s    |

| \| Classement général \| Classement général \| Classement général \| Classement général \| Classement général \| \| Coureur \| Coureur \| Pays \| Équipe \| Temps \| \| ------------------ \| ------------------ \| ------------------ \| ------------------------------- \| ------------------ \| \| 1er \| Lance Armstrong \| États-Unis \| US Postal Service \| 15 h 11 min 00 s \| \| 2e \| Floyd Landis \| États-Unis \| US Postal Service \| + 16 s \| \| 3e \| Haimar Zubeldia \| Espagne \| Euskaltel-Euskadi \| + 1 min 12 s \| \| 4e \| Denis Menchov \| Russie \| iBanesto.com \| + 1 min 59 s \| \| 5e \| Christophe Moreau \| France \| Crédit Agricole \| + 2 min 18 s \| \| 6e \| Óscar Sevilla \| Espagne \| Kelme-Costa Blanca \| + 2 min 57 s \| \| 7e \| Aitor Kintana \| Espagne \| BigMat-Auber 93 \| + 3 min 07 s \| \| 8e \| David Millar \| Royaume-Uni \| Cofidis-Le Crédit par Téléphone \| + 3 min 07 s \| \| 9e \| Félix García Casas \| Espagne \| BigMat-Auber 93 \| + 3 min 15 s \| \| 10e \| Andrei Kivilev \| Kazakhstan \| Cofidis-Le Crédit par Téléphone \| + 3 min 22 s \| |                    |             |                                 |                  |
| |                    |             |                                 |                  |
| |                    |             |                                 |                  |
| Classement général |                    |             |                                 |                  |
| Coureur | Coureur            | Pays        | Équipe                          | Temps            |
| 1er | Lance Armstrong    | États-Unis  | US Postal Service               | 15 h 11 min 00 s |
| 2e | Floyd Landis       | États-Unis  | US Postal Service               | + 16 s           |
| 3e | Haimar Zubeldia    | Espagne     | Euskaltel-Euskadi               | + 1 min 12 s     |
| 4e | Denis Menchov      | Russie      | iBanesto.com                    | + 1 min 59 s     |
| 5e | Christophe Moreau  | France      | Crédit Agricole                 | + 2 min 18 s     |
| 6e | Óscar Sevilla      | Espagne     | Kelme-Costa Blanca              | + 2 min 57 s     |
| 7e | Aitor Kintana      | Espagne     | BigMat-Auber 93                 | + 3 min 07 s     |
| 8e | David Millar       | Royaume-Uni | Cofidis-Le Crédit par Téléphone | + 3 min 07 s     |
| 9e | Félix García Casas | Espagne     | BigMat-Auber 93                 | + 3 min 15 s     |
| 10e | Andrei Kivilev     | Kazakhstan  | Cofidis-Le Crédit par Téléphone | + 3 min 22 s     |

### 5eétape
| \| Classement de l'étape \| Classement de l'étape \| Classement de l'étape \| Classement de l'étape \| Classement de l'étape \| \| Coureur \| Coureur \| Pays \| Équipe \| Temps \| \| --------------------- \| --------------------- \| --------------------- \| ------------------------------- \| --------------------- \| \| 1er \| Frédéric Guesdon \| France \| La Française des jeux \| 5 h 07 min 59 s \| \| 2e \| Santiago Botero \| Colombie \| Kelme-Costa Blanca \| + 0 s \| \| 3e \| Laurent Jalabert \| France \| CSC-Tiscali \| + 0 s \| \| 4e \| Ludovic Turpin \| France \| AG2R Prévoyance \| + 0 s \| \| 5e \| Patxi Vila \| Espagne \| iBanesto.com \| + 0 s \| \| 6e \| Christophe Edaleine \| France \| Jean Delatour \| + 1 min 54 s \| \| 7e \| François Simon \| France \| Bonjour \| + 1 min 54 s \| \| 8e \| Nicolas Jalabert \| France \| CSC-Tiscali \| + 1 min 54 s \| \| 9e \| Anthony Morin \| France \| Crédit Agricole \| + 1 min 54 s \| \| 10e \| Guido Trentin \| Italie \| Cofidis-Le Crédit par Téléphone \| + 1 min 56 s \| |                     |          |                                 |                 |
| |                     |          |                                 |                 |
| |                     |          |                                 |                 |
| Classement de l'étape |                     |          |                                 |                 |
| Coureur | Coureur             | Pays     | Équipe                          | Temps           |
| 1er | Frédéric Guesdon    | France   | La Française des jeux           | 5 h 07 min 59 s |
| 2e | Santiago Botero     | Colombie | Kelme-Costa Blanca              | + 0 s           |
| 3e | Laurent Jalabert    | France   | CSC-Tiscali                     | + 0 s           |
| 4e | Ludovic Turpin      | France   | AG2R Prévoyance                 | + 0 s           |
| 5e | Patxi Vila          | Espagne  | iBanesto.com                    | + 0 s           |
| 6e | Christophe Edaleine | France   | Jean Delatour                   | + 1 min 54 s    |
| 7e | François Simon      | France   | Bonjour                         | + 1 min 54 s    |
| 8e | Nicolas Jalabert    | France   | CSC-Tiscali                     | + 1 min 54 s    |
| 9e | Anthony Morin       | France   | Crédit Agricole                 | + 1 min 54 s    |
| 10e | Guido Trentin       | Italie   | Cofidis-Le Crédit par Téléphone | + 1 min 56 s    |

| \| Classement général \| Classement général \| Classement général \| Classement général \| Classement général \| \| Coureur \| Coureur \| Pays \| Équipe \| Temps \| \| ------------------ \| ------------------ \| ------------------ \| ------------------------------- \| ------------------ \| \| 1er \| Lance Armstrong \| États-Unis \| US Postal Service \| DQ \| \| 2e \| Floyd Landis \| États-Unis \| US Postal Service \| + 16 s \| \| 3e \| Haimar Zubeldia \| Espagne \| Euskaltel-Euskadi \| + 1 min 12 s \| \| 4e \| Denis Menchov \| Russie \| iBanesto.com \| + 1 min 59 s \| \| 5e \| Christophe Moreau \| France \| Crédit Agricole \| + 2 min 18 s \| \| 6e \| Óscar Sevilla \| Espagne \| Kelme-Costa Blanca \| + 2 min 57 s \| \| 7e \| Aitor Kintana \| Espagne \| BigMat-Auber 93 \| + 3 min 07 s \| \| 8e \| David Millar \| Royaume-Uni \| Cofidis-Le Crédit par Téléphone \| + 3 min 07 s \| \| 9e \| Félix García Casas \| Espagne \| BigMat-Auber 93 \| + 3 min 15 s \| \| 10e \| Andrei Kivilev \| Kazakhstan \| Cofidis-Le Crédit par Téléphone \| + 3 min 22 s \| |                    |             |                                 |              |
| |                    |             |                                 |              |
| |                    |             |                                 |              |
| Classement général |                    |             |                                 |              |
| Coureur | Coureur            | Pays        | Équipe                          | Temps        |
| 1er | Lance Armstrong    | États-Unis  | US Postal Service               | DQ           |
| 2e | Floyd Landis       | États-Unis  | US Postal Service               | + 16 s       |
| 3e | Haimar Zubeldia    | Espagne     | Euskaltel-Euskadi               | + 1 min 12 s |
| 4e | Denis Menchov      | Russie      | iBanesto.com                    | + 1 min 59 s |
| 5e | Christophe Moreau  | France      | Crédit Agricole                 | + 2 min 18 s |
| 6e | Óscar Sevilla      | Espagne     | Kelme-Costa Blanca              | + 2 min 57 s |
| 7e | Aitor Kintana      | Espagne     | BigMat-Auber 93                 | + 3 min 07 s |
| 8e | David Millar       | Royaume-Uni | Cofidis-Le Crédit par Téléphone | + 3 min 07 s |
| 9e | Félix García Casas | Espagne     | BigMat-Auber 93                 | + 3 min 15 s |
| 10e | Andrei Kivilev     | Kazakhstan  | Cofidis-Le Crédit par Téléphone | + 3 min 22 s |

### 6eétape
| \| Classement de l'étape \| Classement de l'étape \| Classement de l'étape \| Classement de l'étape \| Classement de l'étape \| \| Coureur \| Coureur \| Pays \| Équipe \| Temps \| \| --------------------- \| --------------------- \| --------------------- \| ------------------------------- \| --------------------- \| \| 1er \| Lance Armstrong \| États-Unis \| US Postal Service \| DQ \| \| 2e \| Christophe Moreau \| France \| Crédit Agricole \| + 6 s \| \| 3e \| Andrei Kivilev \| Kazakhstan \| Cofidis-Le Crédit par Téléphone \| + 6 s \| \| 4e \| Haimar Zubeldia \| Espagne \| Euskaltel-Euskadi \| + 1 min 32 s \| \| 5e \| Richard Virenque \| France \| Domo-Farm Frites \| + 1 min 42 s \| \| 6e \| Marzio Bruseghin \| Italie \| iBanesto.com \| + 1 min 42 s \| \| 7e \| Denis Menchov \| Russie \| iBanesto.com \| + 1 min 47 s \| \| 8e \| Floyd Landis \| États-Unis \| US Postal Service \| + 1 min 47 s \| \| 9e \| Alexandre Botcharov \| Russie \| AG2R Prévoyance \| + 1 min 49 s \| \| 10e \| Laurent Lefèvre \| France \| Jean Delatour \| + 1 min 53 s \| |                     |            |                                 |              |
| |                     |            |                                 |              |
| |                     |            |                                 |              |
| Classement de l'étape |                     |            |                                 |              |
| Coureur | Coureur             | Pays       | Équipe                          | Temps        |
| 1er | Lance Armstrong     | États-Unis | US Postal Service               | DQ           |
| 2e | Christophe Moreau   | France     | Crédit Agricole                 | + 6 s        |
| 3e | Andrei Kivilev      | Kazakhstan | Cofidis-Le Crédit par Téléphone | + 6 s        |
| 4e | Haimar Zubeldia     | Espagne    | Euskaltel-Euskadi               | + 1 min 32 s |
| 5e | Richard Virenque    | France     | Domo-Farm Frites                | + 1 min 42 s |
| 6e | Marzio Bruseghin    | Italie     | iBanesto.com                    | + 1 min 42 s |
| 7e | Denis Menchov       | Russie     | iBanesto.com                    | + 1 min 47 s |
| 8e | Floyd Landis        | États-Unis | US Postal Service               | + 1 min 47 s |
| 9e | Alexandre Botcharov | Russie     | AG2R Prévoyance                 | + 1 min 49 s |
| 10e | Laurent Lefèvre     | France     | Jean Delatour                   | + 1 min 53 s |

| \| Classement général \| Classement général \| Classement général \| Classement général \| Classement général \| \| Coureur \| Coureur \| Pays \| Équipe \| Temps \| \| ------------------ \| ------------------ \| ------------------ \| ------------------------------- \| ------------------ \| \| 1er \| Lance Armstrong \| États-Unis \| US Postal Service \| DQ \| \| 2e \| Floyd Landis \| États-Unis \| US Postal Service \| + 2 min 03 s \| \| 3e \| Christophe Moreau \| France \| Crédit Agricole \| + 2 min 24 s \| \| 4e \| Haimar Zubeldia \| Espagne \| Euskaltel-Euskadi \| + 2 min 44 s \| \| 5e \| Andrei Kivilev \| Kazakhstan \| Cofidis-Le Crédit par Téléphone \| + 3 min 28 s \| \| 6e \| Denis Menchov \| Russie \| iBanesto.com \| + 3 min 46 s \| \| 7e \| Aitor Kintana \| Espagne \| BigMat-Auber 93 \| + 5 min 09 s \| \| 8e \| Marzio Bruseghin \| Italie \| iBanesto.com \| + 5 min 34 s \| \| 9e \| Richard Virenque \| France \| Domo-Farm Frites \| + 6 min 11 s \| \| 10e \| Nicolas Vogondy \| France \| La Française des jeux \| + 7 min 09 s \| |                   |            |                                 |              |
| |                   |            |                                 |              |
| |                   |            |                                 |              |
| Classement général |                   |            |                                 |              |
| Coureur | Coureur           | Pays       | Équipe                          | Temps        |
| 1er | Lance Armstrong   | États-Unis | US Postal Service               | DQ           |
| 2e | Floyd Landis      | États-Unis | US Postal Service               | + 2 min 03 s |
| 3e | Christophe Moreau | France     | Crédit Agricole                 | + 2 min 24 s |
| 4e | Haimar Zubeldia   | Espagne    | Euskaltel-Euskadi               | + 2 min 44 s |
| 5e | Andrei Kivilev    | Kazakhstan | Cofidis-Le Crédit par Téléphone | + 3 min 28 s |
| 6e | Denis Menchov     | Russie     | iBanesto.com                    | + 3 min 46 s |
| 7e | Aitor Kintana     | Espagne    | BigMat-Auber 93                 | + 5 min 09 s |
| 8e | Marzio Bruseghin  | Italie     | iBanesto.com                    | + 5 min 34 s |
| 9e | Richard Virenque  | France     | Domo-Farm Frites                | + 6 min 11 s |
| 10e | Nicolas Vogondy   | France     | La Française des jeux           | + 7 min 09 s |

### 7eétape
| \| Classement de l'étape \| Classement de l'étape \| Classement de l'étape \| Classement de l'étape \| Classement de l'étape \| \| Coureur \| Coureur \| Pays \| Équipe \| Temps \| \| --------------------- \| ---------------------- \| --------------------- \| ------------------------------- \| --------------------- \| \| 1er \| José Enrique Gutiérrez \| Espagne \| Kelme-Costa Blanca \| 3 h 38 min 45 s \| \| 2e \| Christophe Oriol \| France \| AG2R Prévoyance \| + 0 s \| \| 3e \| Bradley McGee \| Australie \| La Française des jeux \| + 35 s \| \| 4e \| Jérôme Bernard \| France \| Jean Delatour \| + 42 s \| \| 5e \| Patrice Halgand \| France \| Jean Delatour \| + 1 min 17 s \| \| 6e \| Santiago Botero \| Colombie \| Kelme-Costa Blanca \| + 1 min 19 s \| \| 7e \| Ludovic Martin \| France \| Crédit Agricole \| + 2 min 42 s \| \| 8e \| Xavier Jan \| France \| BigMat-Auber 93 \| + 3 min 04 s \| \| 9e \| David Millar \| Royaume-Uni \| Cofidis-Le Crédit par Téléphone \| + 3 min 19 s \| \| 10e \| David Latasa \| Espagne \| iBanesto.com \| + 3 min 19 s \| |                        |             |                                 |                 |
| |                        |             |                                 |                 |
| |                        |             |                                 |                 |
| Classement de l'étape |                        |             |                                 |                 |
| Coureur | Coureur                | Pays        | Équipe                          | Temps           |
| 1er | José Enrique Gutiérrez | Espagne     | Kelme-Costa Blanca              | 3 h 38 min 45 s |
| 2e | Christophe Oriol       | France      | AG2R Prévoyance                 | + 0 s           |
| 3e | Bradley McGee          | Australie   | La Française des jeux           | + 35 s          |
| 4e | Jérôme Bernard         | France      | Jean Delatour                   | + 42 s          |
| 5e | Patrice Halgand        | France      | Jean Delatour                   | + 1 min 17 s    |
| 6e | Santiago Botero        | Colombie    | Kelme-Costa Blanca              | + 1 min 19 s    |
| 7e | Ludovic Martin         | France      | Crédit Agricole                 | + 2 min 42 s    |
| 8e | Xavier Jan             | France      | BigMat-Auber 93                 | + 3 min 04 s    |
| 9e | David Millar           | Royaume-Uni | Cofidis-Le Crédit par Téléphone | + 3 min 19 s    |
| 10e | David Latasa           | Espagne     | iBanesto.com                    | + 3 min 19 s    |

## Classements

### Classement général
| \| Classement général \| Classement général \| Classement général \| Classement général \| Classement général \| \| Coureur \| Coureur \| Pays \| Équipe \| Temps \| \| ------------------ \| ------------------ \| ------------------ \| ------------------------------- \| ------------------ \| \| 1er \| Lance Armstrong \| États-Unis \| US Postal Service \| DQ \| \| 2e \| Floyd Landis \| États-Unis \| US Postal Service \| + 2 min 03 s \| \| 3e \| Christophe Moreau \| France \| Crédit Agricole \| + 2 min 24 s \| \| 4e \| Haimar Zubeldia \| Espagne \| Euskaltel-Euskadi \| + 2 min 44 s \| \| 5e \| Andrei Kivilev \| Kazakhstan \| Cofidis-Le Crédit par Téléphone \| + 3 min 28 s \| \| 6e \| Denis Menchov \| Russie \| iBanesto.com \| + 3 min 46 s \| \| 7e \| Aitor Kintana \| Espagne \| BigMat-Auber 93 \| + 5 min 09 s \| \| 8e \| Marzio Bruseghin \| Italie \| iBanesto.com \| + 5 min 34 s \| \| 9e \| Richard Virenque \| France \| Domo-Farm Frites \| + 6 min 11 s \| \| 10e \| Nicolas Vogondy \| France \| La Française des jeux \| + 7 min 09 s \| |                   |            |                                 |              |
| |                   |            |                                 |              |
| |                   |            |                                 |              |
| Classement général |                   |            |                                 |              |
| Coureur | Coureur           | Pays       | Équipe                          | Temps        |
| 1er | Lance Armstrong   | États-Unis | US Postal Service               | DQ           |
| 2e | Floyd Landis      | États-Unis | US Postal Service               | + 2 min 03 s |
| 3e | Christophe Moreau | France     | Crédit Agricole                 | + 2 min 24 s |
| 4e | Haimar Zubeldia   | Espagne    | Euskaltel-Euskadi               | + 2 min 44 s |
| 5e | Andrei Kivilev    | Kazakhstan | Cofidis-Le Crédit par Téléphone | + 3 min 28 s |
| 6e | Denis Menchov     | Russie     | iBanesto.com                    | + 3 min 46 s |
| 7e | Aitor Kintana     | Espagne    | BigMat-Auber 93                 | + 5 min 09 s |
| 8e | Marzio Bruseghin  | Italie     | iBanesto.com                    | + 5 min 34 s |
| 9e | Richard Virenque  | France     | Domo-Farm Frites                | + 6 min 11 s |
| 10e | Nicolas Vogondy   | France     | La Française des jeux           | + 7 min 09 s |

### Classements annexes
| Classement par points | Classement par points  | Classement par points | Classement par points | Classement par points |
| Coureur               | Coureur                | Pays                  | Équipe                | Points                |
| --------------------- | ---------------------- | --------------------- | --------------------- | --------------------- |
| 1er                   | Bradley McGee          | Australie             | La Française des jeux | 64 pts                |
| 2e                    | Baden Cooke            | Australie             | La Française des jeux | 64 pts                |
| 3e                    | Lance Armstrong        | États-Unis            | US Postal Service     | DQ                    |
| 4e                    | Santiago Botero        | Colombie              | Kelme-Costa Blanca    | 57 pts                |
| 5e                    | Jacky Durand           | France                | La Française des jeux | 42 pts                |
| 6e                    | Christophe Moreau      | France                | Crédit Agricole       | 41 pts                |
| 7e                    | Haimar Zubeldia        | Espagne               | Euskaltel-Euskadi     | 38 pts                |
| 8e                    | Patrice Halgand        | France                | Jean Delatour         | 33 pts                |
| 9e                    | Denis Menchov          | Russie                | iBanesto.com          | 32 pts                |
| 10e                   | José Enrique Gutiérrez | Espagne               | Kelme-Costa Blanca    | 31 pts                |

| Classement par points | Classement par points  | Classement par points | Classement par points | Classement par points |
| Coureur               | Coureur                | Pays                  | Équipe                | Points                |
| --------------------- | ---------------------- | --------------------- | --------------------- | --------------------- |
| 1er                   | Bradley McGee          | Australie             | La Française des jeux | 64 pts                |
| 2e                    | Baden Cooke            | Australie             | La Française des jeux | 64 pts                |
| 3e                    | Lance Armstrong        | États-Unis            | US Postal Service     | DQ                    |
| 4e                    | Santiago Botero        | Colombie              | Kelme-Costa Blanca    | 57 pts                |
| 5e                    | Jacky Durand           | France                | La Française des jeux | 42 pts                |
| 6e                    | Christophe Moreau      | France                | Crédit Agricole       | 41 pts                |
| 7e                    | Haimar Zubeldia        | Espagne               | Euskaltel-Euskadi     | 38 pts                |
| 8e                    | Patrice Halgand        | France                | Jean Delatour         | 33 pts                |
| 9e                    | Denis Menchov          | Russie                | iBanesto.com          | 32 pts                |
| 10e                   | José Enrique Gutiérrez | Espagne               | Kelme-Costa Blanca    | 31 pts                |

| Classement de la montagne | Classement de la montagne | Classement de la montagne | Classement de la montagne       | Classement de la montagne |
| Coureur                   | Coureur                   | Pays                      | Équipe                          | Points                    |
| ------------------------- | ------------------------- | ------------------------- | ------------------------------- | ------------------------- |
| 1er                       | Dariusz Baranowski        | Pologne                   | iBanesto.com                    | 88 pts                    |
| 2e                        | Alexandre Botcharov       | Russie                    | AG2R Prévoyance                 | 70 pts                    |
| 3e                        | José Enrique Gutiérrez    | Espagne                   | Kelme-Costa Blanca              | 68 pts                    |
| 4e                        | David Latasa              | Espagne                   | iBanesto.com                    | 59 pts                    |
| 5e                        | Lance Armstrong           | États-Unis                | US Postal Service               | DQ                        |
| 6e                        | Denis Menchov             | Russie                    | iBanesto.com                    | 56 pts                    |
| 7e                        | Aitor Kintana             | Espagne                   | BigMat-Auber 93                 | 55 pts                    |
| 8e                        | Jean-Cyril Robin          | France                    | La Française des jeux           | 54 pts                    |
| 9e                        | Andrei Kivilev            | Kazakhstan                | Cofidis-Le Crédit par Téléphone | 52 pts                    |
| 10e                       | Unai Osa                  | Espagne                   | iBanesto.com                    | 52 pts                    |

| Classement de la montagne | Classement de la montagne | Classement de la montagne | Classement de la montagne       | Classement de la montagne |
| Coureur                   | Coureur                   | Pays                      | Équipe                          | Points                    |
| ------------------------- | ------------------------- | ------------------------- | ------------------------------- | ------------------------- |
| 1er                       | Dariusz Baranowski        | Pologne                   | iBanesto.com                    | 88 pts                    |
| 2e                        | Alexandre Botcharov       | Russie                    | AG2R Prévoyance                 | 70 pts                    |
| 3e                        | José Enrique Gutiérrez    | Espagne                   | Kelme-Costa Blanca              | 68 pts                    |
| 4e                        | David Latasa              | Espagne                   | iBanesto.com                    | 59 pts                    |
| 5e                        | Lance Armstrong           | États-Unis                | US Postal Service               | DQ                        |
| 6e                        | Denis Menchov             | Russie                    | iBanesto.com                    | 56 pts                    |
| 7e                        | Aitor Kintana             | Espagne                   | BigMat-Auber 93                 | 55 pts                    |
| 8e                        | Jean-Cyril Robin          | France                    | La Française des jeux           | 54 pts                    |
| 9e                        | Andrei Kivilev            | Kazakhstan                | Cofidis-Le Crédit par Téléphone | 52 pts                    |
| 10e                       | Unai Osa                  | Espagne                   | iBanesto.com                    | 52 pts                    |

| Classement du meilleur jeune | Classement du meilleur jeune | Classement du meilleur jeune | Classement du meilleur jeune    | Classement du meilleur jeune |
| Coureur                      | Coureur                      | Pays                         | Équipe                          | Temps                        |
| ---------------------------- | ---------------------------- | ---------------------------- | ------------------------------- | ---------------------------- |
| 1er                          | Haimar Zubeldia              | Espagne                      | Euskaltel-Euskadi               | 28 h 41 min 34 s             |
| 2e                           | Denis Menchov                | Russie                       | iBanesto.com                    | + 1 min 02 s                 |
| 3e                           | Nicolas Vogondy              | France                       | La Française des jeux           | + 4 min 25 s                 |
| 4e                           | Sébastien Talabardon         | France                       | BigMat-Auber 93                 | + 6 min 35 s                 |
| 5e                           | Gorka Arrizabalaga           | Espagne                      | Euskaltel-Euskadi               | + 19 min 12 s                |
| 6e                           | David Millar                 | Royaume-Uni                  | Cofidis-Le Crédit par Téléphone | + 22 min 17 s                |
| 7e                           | Samuel Sánchez               | Espagne                      | Euskaltel-Euskadi               | + 23 min 12 s                |
| 8e                           | Nicolas Portal               | France                       | AG2R Prévoyance                 | + 23 min 26 s                |
| 9e                           | Thomas Bodo                  | France                       | La Française des jeux           | + 26 min 12 s                |
| 10e                          | Christophe Laurent           | France                       | Jean Delatour                   | + 30 min 16 s                |

| Classement du meilleur jeune | Classement du meilleur jeune | Classement du meilleur jeune | Classement du meilleur jeune    | Classement du meilleur jeune |
| Coureur                      | Coureur                      | Pays                         | Équipe                          | Temps                        |
| ---------------------------- | ---------------------------- | ---------------------------- | ------------------------------- | ---------------------------- |
| 1er                          | Haimar Zubeldia              | Espagne                      | Euskaltel-Euskadi               | 28 h 41 min 34 s             |
| 2e                           | Denis Menchov                | Russie                       | iBanesto.com                    | + 1 min 02 s                 |
| 3e                           | Nicolas Vogondy              | France                       | La Française des jeux           | + 4 min 25 s                 |
| 4e                           | Sébastien Talabardon         | France                       | BigMat-Auber 93                 | + 6 min 35 s                 |
| 5e                           | Gorka Arrizabalaga           | Espagne                      | Euskaltel-Euskadi               | + 19 min 12 s                |
| 6e                           | David Millar                 | Royaume-Uni                  | Cofidis-Le Crédit par Téléphone | + 22 min 17 s                |
| 7e                           | Samuel Sánchez               | Espagne                      | Euskaltel-Euskadi               | + 23 min 12 s                |
| 8e                           | Nicolas Portal               | France                       | AG2R Prévoyance                 | + 23 min 26 s                |
| 9e                           | Thomas Bodo                  | France                       | La Française des jeux           | + 26 min 12 s                |
| 10e                          | Christophe Laurent           | France                       | Jean Delatour                   | + 30 min 16 s                |

| Classement par équipes | Classement par équipes           | Classement par équipes | Classement par équipes |
| Équipe                 | Équipe                           | Pays                   | Temps                  |
| ---------------------- | -------------------------------- | ---------------------- | ---------------------- |
| 1re                    | iBanesto.com                     | Espagne                | 86 h 06 min 05 s       |
| 2e                     | Cofidis, le Crédit par Téléphone | France                 | + 40 s                 |
| 3e                     | BigMat-Auber 93                  | France                 | + 2 min 07 s           |
| 4e                     | AG2R Prévoyance                  | France                 | + 4 min 35 s           |
| 5e                     | Jean Delatour                    | France                 | + 6 min 25 s           |
| 6e                     | US Postal Service                | États-Unis             | + 6 min 25 s           |
| 7e                     | Fdjeux.com                       | France                 | + 13 min 52 s          |
| 8e                     | Crédit agricole                  | France                 | + 31 min 43 s          |
| 9e                     | Euskaltel-Euskadi                | Espagne                | + 34 min 01 s          |
| 10e                    | Domo-Farm Frites                 | Belgique               | + 42 min 04 s          |

| Classement par équipes | Classement par équipes           | Classement par équipes | Classement par équipes |
| Équipe                 | Équipe                           | Pays                   | Temps                  |
| ---------------------- | -------------------------------- | ---------------------- | ---------------------- |
| 1re                    | iBanesto.com                     | Espagne                | 86 h 06 min 05 s       |
| 2e                     | Cofidis, le Crédit par Téléphone | France                 | + 40 s                 |
| 3e                     | BigMat-Auber 93                  | France                 | + 2 min 07 s           |
| 4e                     | AG2R Prévoyance                  | France                 | + 4 min 35 s           |
| 5e                     | Jean Delatour                    | France                 | + 6 min 25 s           |
| 6e                     | US Postal Service                | États-Unis             | + 6 min 25 s           |
| 7e                     | Fdjeux.com                       | France                 | + 13 min 52 s          |
| 8e                     | Crédit agricole                  | France                 | + 31 min 43 s          |
| 9e                     | Euskaltel-Euskadi                | Espagne                | + 34 min 01 s          |
| 10e                    | Domo-Farm Frites                 | Belgique               | + 42 min 04 s          |

## Liste des participants
| Crédit Agricole C.A | Crédit Agricole C.A      | Crédit Agricole C.A |
| ------------------- | ------------------------ | ------------------- |
| Num                 | Coureur                  | Pos                 |
| 1                   | Christophe Moreau (FRA)  | 3e                  |
| 2                   | Frédéric Bessy (FRA)     |                     |
| 3                   | Sébastien Hinault (FRA)  |                     |
| 4                   | Christopher Jenner (NZL) |                     |
| 5                   | Ludovic Martin (FRA)     |                     |
| 6                   | Anthony Morin (FRA)      |                     |
| 7                   | Benoît Poilvet (FRA)     |                     |
| 8                   | Jonathan Vaughters (USA) |                     |

| US Postal Service USP | US Postal Service USP    | US Postal Service USP |
| --------------------- | ------------------------ | --------------------- |
| Num                   | Coureur                  | Pos                   |
| 11                    | Lance Armstrong (USA)    | 1er                   |
| 12                    | Viatcheslav Ekimov (RUS) |                       |
| 13                    | Benoît Joachim (LUX)     |                       |
| 14                    | Steffen Kjærgaard (NOR)  |                       |
| 15                    | Floyd Landis (USA)       | 2e                    |
| 16                    | Pavel Padrnos (CZE)      |                       |
| 17                    | Víctor Hugo Peña (COL)   |                       |
| 18                    | José Luis Rubiera (ESP)  |                       |

| CSC-Tiscali CSC | CSC-Tiscali CSC         | CSC-Tiscali CSC |
| --------------- | ----------------------- | --------------- |
| Num             | Coureur                 | Pos             |
| 21              | Laurent Jalabert (FRA)  |                 |
| 22              | Olivier Asmaker (FRA)   |                 |
| 23              | Francisco Cerezo (ESP)  |                 |
| 24              | Marcelino García (ESP)  |                 |
| 25              | Nicolas Jalabert (FRA)  |                 |
| 26              | Andrea Peron (ITA)      |                 |
| 27              | Michael Rasmussen (DEN) |                 |
| 28              | Nicki Sørensen (DEN)    |                 |

| Cofidis-Le Crédit par Téléphone COF | Cofidis-Le Crédit par Téléphone COF | Cofidis-Le Crédit par Téléphone COF |
| ----------------------------------- | ----------------------------------- | ----------------------------------- |
| Num                                 | Coureur                             | Pos                                 |
| 31                                  | David Millar (GBR)                  |                                     |
| 32                                  | Andrei Kivilev (KAZ)                | 5e                                  |
| 33                                  | Claude Lamour (FRA)                 |                                     |
| 34                                  | Massimiliano Lelli (ITA)            |                                     |
| 35                                  | Nico Mattan (BEL)                   |                                     |
| 36                                  | David Moncoutié (FRA)               |                                     |
| 37                                  | Guido Trentin (ITA)                 |                                     |
| 38                                  | Cédric Vasseur (FRA)                |                                     |

| Lotto-Adecco ___ | Lotto-Adecco ___         | Lotto-Adecco ___ |
| ---------------- | ------------------------ | ---------------- |
| Num              | Coureur                  | Pos              |
| 41               | Serge Baguet (BEL)       |                  |
| 42               | Christophe Brandt (BEL)  |                  |
| 43               | Stefan van Dijk (NED)    |                  |
| 44               | Guennadi Mikhailov (RUS) |                  |
| 46               | Kurt Van de Wouwer (BEL) |                  |
| 47               | Kevin Van Impe (BEL)     |                  |
| 48               | Ief Verbrugghe (BEL)     |                  |

| Bonjour BJR | Bonjour BJR            | Bonjour BJR |
| ----------- | ---------------------- | ----------- |
| Num         | Coureur                | Pos         |
| 51          | Didier Rous (FRA)      |             |
| 52          | Walter Bénéteau (FRA)  |             |
| 53          | Franck Bouyer (FRA)    |             |
| 54          | Anthony Charteau (FRA) |             |
| 55          | Sylvain Chavanel (FRA) |             |
| 56          | Mickaël Pichon (FRA)   |             |
| 57          | Franck Renier (FRA)    |             |
| 58          | François Simon (FRA)   |             |

| Domo-Farm Frites DOM | Domo-Farm Frites DOM     | Domo-Farm Frites DOM |
| -------------------- | ------------------------ | -------------------- |
| Num                  | Coureur                  | Pos                  |
| 61                   | Richard Virenque (FRA)   | 9e                   |
| 62                   | Wilfried Cretskens (BEL) |                      |
| 63                   | Steve De Wolf (BEL)      |                      |
| 64                   | Andrey Kashechkin (KAZ)  |                      |
| 66                   | Koos Moerenhout (NED)    |                      |
| 67                   | Bram Tankink (NED)       |                      |
| 68                   | Jurgen Van Goolen (BEL)  |                      |

| La Française des jeux FDJ | La Française des jeux FDJ | La Française des jeux FDJ |
| ------------------------- | ------------------------- | ------------------------- |
| Num                       | Coureur                   | Pos                       |
| 71                        | Sandy Casar (FRA)         |                           |
| 72                        | Baden Cooke (AUS)         |                           |
| 73                        | Jacky Durand (FRA)        |                           |
| 74                        | Frédéric Guesdon (FRA)    |                           |
| 75                        | Bradley McGee (AUS)       |                           |
| 76                        | Jean-Cyril Robin (FRA)    |                           |
| 77                        | Nicolas Vogondy (FRA)     | 10e                       |
| 78                        | Thomas Bodo (FRA)         |                           |

| Kelme-Costa Blanca KEL | Kelme-Costa Blanca KEL           | Kelme-Costa Blanca KEL |
| ---------------------- | -------------------------------- | ---------------------- |
| Num                    | Coureur                          | Pos                    |
| 81                     | Óscar Sevilla (ESP)              |                        |
| 82                     | Santiago Botero (COL)            |                        |
| 83                     | José Ignacio Gutiérrez (ESP)     |                        |
| 84                     | José Enrique Gutiérrez (ESP)     |                        |
| 85                     | Joaquín López (ESP)              |                        |
| 86                     | Santiago Pérez (ESP)             |                        |
| 87                     | Alexis Rodríguez Hernández (ESP) |                        |
| 88                     | Antonio Tauler (ESP)             |                        |

| AG2R Prévoyance A2R | AG2R Prévoyance A2R       | AG2R Prévoyance A2R |
| ------------------- | ------------------------- | ------------------- |
| Num                 | Coureur                   | Pos                 |
| 91                  | Íñigo Chaurreau (ESP)     |                     |
| 92                  | Mikel Astarloza (ESP)     |                     |
| 93                  | Alexandre Botcharov (RUS) |                     |
| 94                  | Laurent Estadieu (FRA)    |                     |
| 95                  | Alexandre Grux (FRA)      |                     |
| 96                  | Christophe Oriol (FRA)    |                     |
| 97                  | Nicolas Portal (FRA)      |                     |
| 98                  | Ludovic Turpin (FRA)      |                     |

| iBanesto.com BAN | iBanesto.com BAN         | iBanesto.com BAN |
| ---------------- | ------------------------ | ---------------- |
| Num              | Coureur                  | Pos              |
| 101              | Denis Menchov (RUS)      | 6e               |
| 102              | Dariusz Baranowski (POL) |                  |
| 103              | Tomasz Brożyna (POL)     |                  |
| 104              | Marzio Bruseghin (ITA)   | 8e               |
| 105              | David Latasa (ESP)       |                  |
| 106              | Unai Osa (ESP)           |                  |
| 107              | Rubén Plaza (ESP)        |                  |
| 108              | Patxi Vila (ESP)         |                  |

| Jean Delatour DEL | Jean Delatour DEL         | Jean Delatour DEL |
| ----------------- | ------------------------- | ----------------- |
| Num               | Coureur                   | Pos               |
| 111               | Patrice Halgand (FRA)     |                   |
| 112               | Jérôme Bernard (FRA)      |                   |
| 113               | Cyril Dessel (FRA)        |                   |
| 114               | Christophe Edaleine (FRA) |                   |
| 115               | Stéphane Goubert (FRA)    |                   |
| 116               | Christophe Laurent (FRA)  |                   |
| 117               | Laurent Lefèvre (FRA)     |                   |
| 118               | Eddy Seigneur (FRA)       |                   |

| Euskaltel-Euskadi EUS | Euskaltel-Euskadi EUS     | Euskaltel-Euskadi EUS |
| --------------------- | ------------------------- | --------------------- |
| Num                   | Coureur                   | Pos                   |
| 121                   | Haimar Zubeldia (ESP)     | 4e                    |
| 122                   | Samuel Sánchez (ESP)      |                       |
| 123                   | Gorka Arrizabalaga (ESP)  |                       |
| 124                   | Rubén Díaz de Cerio (ESP) |                       |
| 125                   | Unai Etxebarria (VEN)     |                       |
| 126                   | Iker Flores (ESP)         |                       |
| 127                   | Gorka González (ESP)      |                       |
| 128                   | César Solaun (ESP)        |                       |

| BigMat-Auber 93 BIG | BigMat-Auber 93 BIG        | BigMat-Auber 93 BIG |
| ------------------- | -------------------------- | ------------------- |
| Num                 | Coureur                    | Pos                 |
| 131                 | Félix García Casas (ESP)   |                     |
| 132                 | Stéphane Heulot (FRA)      |                     |
| 133                 | Xavier Jan (FRA)           |                     |
| 134                 | Aitor Kintana (ESP)        | 7e                  |
| 135                 | Loïc Lamouller (FRA)       |                     |
| 136                 | Lylian Lebreton (FRA)      |                     |
| 137                 | Alexei Sivakov (RUS)       |                     |
| 138                 | Sébastien Talabardon (FRA) |                     |

| Crédit Agricole C.A | Crédit Agricole C.A      | Crédit Agricole C.A |
| ------------------- | ------------------------ | ------------------- |
| Num                 | Coureur                  | Pos                 |
| 1                   | Christophe Moreau (FRA)  | 3e                  |
| 2                   | Frédéric Bessy (FRA)     |                     |
| 3                   | Sébastien Hinault (FRA)  |                     |
| 4                   | Christopher Jenner (NZL) |                     |
| 5                   | Ludovic Martin (FRA)     |                     |
| 6                   | Anthony Morin (FRA)      |                     |
| 7                   | Benoît Poilvet (FRA)     |                     |
| 8                   | Jonathan Vaughters (USA) |                     |

| US Postal Service USP | US Postal Service USP    | US Postal Service USP |
| --------------------- | ------------------------ | --------------------- |
| Num                   | Coureur                  | Pos                   |
| 11                    | Lance Armstrong (USA)    | 1er                   |
| 12                    | Viatcheslav Ekimov (RUS) |                       |
| 13                    | Benoît Joachim (LUX)     |                       |
| 14                    | Steffen Kjærgaard (NOR)  |                       |
| 15                    | Floyd Landis (USA)       | 2e                    |
| 16                    | Pavel Padrnos (CZE)      |                       |
| 17                    | Víctor Hugo Peña (COL)   |                       |
| 18                    | José Luis Rubiera (ESP)  |                       |

| CSC-Tiscali CSC | CSC-Tiscali CSC         | CSC-Tiscali CSC |
| --------------- | ----------------------- | --------------- |
| Num             | Coureur                 | Pos             |
| 21              | Laurent Jalabert (FRA)  |                 |
| 22              | Olivier Asmaker (FRA)   |                 |
| 23              | Francisco Cerezo (ESP)  |                 |
| 24              | Marcelino García (ESP)  |                 |
| 25              | Nicolas Jalabert (FRA)  |                 |
| 26              | Andrea Peron (ITA)      |                 |
| 27              | Michael Rasmussen (DEN) |                 |
| 28              | Nicki Sørensen (DEN)    |                 |

| Cofidis-Le Crédit par Téléphone COF | Cofidis-Le Crédit par Téléphone COF | Cofidis-Le Crédit par Téléphone COF |
| ----------------------------------- | ----------------------------------- | ----------------------------------- |
| Num                                 | Coureur                             | Pos                                 |
| 31                                  | David Millar (GBR)                  |                                     |
| 32                                  | Andrei Kivilev (KAZ)                | 5e                                  |
| 33                                  | Claude Lamour (FRA)                 |                                     |
| 34                                  | Massimiliano Lelli (ITA)            |                                     |
| 35                                  | Nico Mattan (BEL)                   |                                     |
| 36                                  | David Moncoutié (FRA)               |                                     |
| 37                                  | Guido Trentin (ITA)                 |                                     |
| 38                                  | Cédric Vasseur (FRA)                |                                     |

| Lotto-Adecco ___ | Lotto-Adecco ___         | Lotto-Adecco ___ |
| ---------------- | ------------------------ | ---------------- |
| Num              | Coureur                  | Pos              |
| 41               | Serge Baguet (BEL)       |                  |
| 42               | Christophe Brandt (BEL)  |                  |
| 43               | Stefan van Dijk (NED)    |                  |
| 44               | Guennadi Mikhailov (RUS) |                  |
| 46               | Kurt Van de Wouwer (BEL) |                  |
| 47               | Kevin Van Impe (BEL)     |                  |
| 48               | Ief Verbrugghe (BEL)     |                  |

| Bonjour BJR | Bonjour BJR            | Bonjour BJR |
| ----------- | ---------------------- | ----------- |
| Num         | Coureur                | Pos         |
| 51          | Didier Rous (FRA)      |             |
| 52          | Walter Bénéteau (FRA)  |             |
| 53          | Franck Bouyer (FRA)    |             |
| 54          | Anthony Charteau (FRA) |             |
| 55          | Sylvain Chavanel (FRA) |             |
| 56          | Mickaël Pichon (FRA)   |             |
| 57          | Franck Renier (FRA)    |             |
| 58          | François Simon (FRA)   |             |

| Domo-Farm Frites DOM | Domo-Farm Frites DOM     | Domo-Farm Frites DOM |
| -------------------- | ------------------------ | -------------------- |
| Num                  | Coureur                  | Pos                  |
| 61                   | Richard Virenque (FRA)   | 9e                   |
| 62                   | Wilfried Cretskens (BEL) |                      |
| 63                   | Steve De Wolf (BEL)      |                      |
| 64                   | Andrey Kashechkin (KAZ)  |                      |
| 66                   | Koos Moerenhout (NED)    |                      |
| 67                   | Bram Tankink (NED)       |                      |
| 68                   | Jurgen Van Goolen (BEL)  |                      |

| La Française des jeux FDJ | La Française des jeux FDJ | La Française des jeux FDJ |
| ------------------------- | ------------------------- | ------------------------- |
| Num                       | Coureur                   | Pos                       |
| 71                        | Sandy Casar (FRA)         |                           |
| 72                        | Baden Cooke (AUS)         |                           |
| 73                        | Jacky Durand (FRA)        |                           |
| 74                        | Frédéric Guesdon (FRA)    |                           |
| 75                        | Bradley McGee (AUS)       |                           |
| 76                        | Jean-Cyril Robin (FRA)    |                           |
| 77                        | Nicolas Vogondy (FRA)     | 10e                       |
| 78                        | Thomas Bodo (FRA)         |                           |

| Kelme-Costa Blanca KEL | Kelme-Costa Blanca KEL           | Kelme-Costa Blanca KEL |
| ---------------------- | -------------------------------- | ---------------------- |
| Num                    | Coureur                          | Pos                    |
| 81                     | Óscar Sevilla (ESP)              |                        |
| 82                     | Santiago Botero (COL)            |                        |
| 83                     | José Ignacio Gutiérrez (ESP)     |                        |
| 84                     | José Enrique Gutiérrez (ESP)     |                        |
| 85                     | Joaquín López (ESP)              |                        |
| 86                     | Santiago Pérez (ESP)             |                        |
| 87                     | Alexis Rodríguez Hernández (ESP) |                        |
| 88                     | Antonio Tauler (ESP)             |                        |

| AG2R Prévoyance A2R | AG2R Prévoyance A2R       | AG2R Prévoyance A2R |
| ------------------- | ------------------------- | ------------------- |
| Num                 | Coureur                   | Pos                 |
| 91                  | Íñigo Chaurreau (ESP)     |                     |
| 92                  | Mikel Astarloza (ESP)     |                     |
| 93                  | Alexandre Botcharov (RUS) |                     |
| 94                  | Laurent Estadieu (FRA)    |                     |
| 95                  | Alexandre Grux (FRA)      |                     |
| 96                  | Christophe Oriol (FRA)    |                     |
| 97                  | Nicolas Portal (FRA)      |                     |
| 98                  | Ludovic Turpin (FRA)      |                     |

| iBanesto.com BAN | iBanesto.com BAN         | iBanesto.com BAN |
| ---------------- | ------------------------ | ---------------- |
| Num              | Coureur                  | Pos              |
| 101              | Denis Menchov (RUS)      | 6e               |
| 102              | Dariusz Baranowski (POL) |                  |
| 103              | Tomasz Brożyna (POL)     |                  |
| 104              | Marzio Bruseghin (ITA)   | 8e               |
| 105              | David Latasa (ESP)       |                  |
| 106              | Unai Osa (ESP)           |                  |
| 107              | Rubén Plaza (ESP)        |                  |
| 108              | Patxi Vila (ESP)         |                  |

| Jean Delatour DEL | Jean Delatour DEL         | Jean Delatour DEL |
| ----------------- | ------------------------- | ----------------- |
| Num               | Coureur                   | Pos               |
| 111               | Patrice Halgand (FRA)     |                   |
| 112               | Jérôme Bernard (FRA)      |                   |
| 113               | Cyril Dessel (FRA)        |                   |
| 114               | Christophe Edaleine (FRA) |                   |
| 115               | Stéphane Goubert (FRA)    |                   |
| 116               | Christophe Laurent (FRA)  |                   |
| 117               | Laurent Lefèvre (FRA)     |                   |
| 118               | Eddy Seigneur (FRA)       |                   |

| Euskaltel-Euskadi EUS | Euskaltel-Euskadi EUS     | Euskaltel-Euskadi EUS |
| --------------------- | ------------------------- | --------------------- |
| Num                   | Coureur                   | Pos                   |
| 121                   | Haimar Zubeldia (ESP)     | 4e                    |
| 122                   | Samuel Sánchez (ESP)      |                       |
| 123                   | Gorka Arrizabalaga (ESP)  |                       |
| 124                   | Rubén Díaz de Cerio (ESP) |                       |
| 125                   | Unai Etxebarria (VEN)     |                       |
| 126                   | Iker Flores (ESP)         |                       |
| 127                   | Gorka González (ESP)      |                       |
| 128                   | César Solaun (ESP)        |                       |

| BigMat-Auber 93 BIG | BigMat-Auber 93 BIG        | BigMat-Auber 93 BIG |
| ------------------- | -------------------------- | ------------------- |
| Num                 | Coureur                    | Pos                 |
| 131                 | Félix García Casas (ESP)   |                     |
| 132                 | Stéphane Heulot (FRA)      |                     |
| 133                 | Xavier Jan (FRA)           |                     |
| 134                 | Aitor Kintana (ESP)        | 7e                  |
| 135                 | Loïc Lamouller (FRA)       |                     |
| 136                 | Lylian Lebreton (FRA)      |                     |
| 137                 | Alexei Sivakov (RUS)       |                     |
| 138                 | Sébastien Talabardon (FRA) |                     |